# Barkeria shoemakeri
Barkeria shoemakeri là một loài thực vật có hoa trong họ Lan. Loài này được Halb. mô tả khoa học đầu tiên năm 1974.

## Hình ảnh

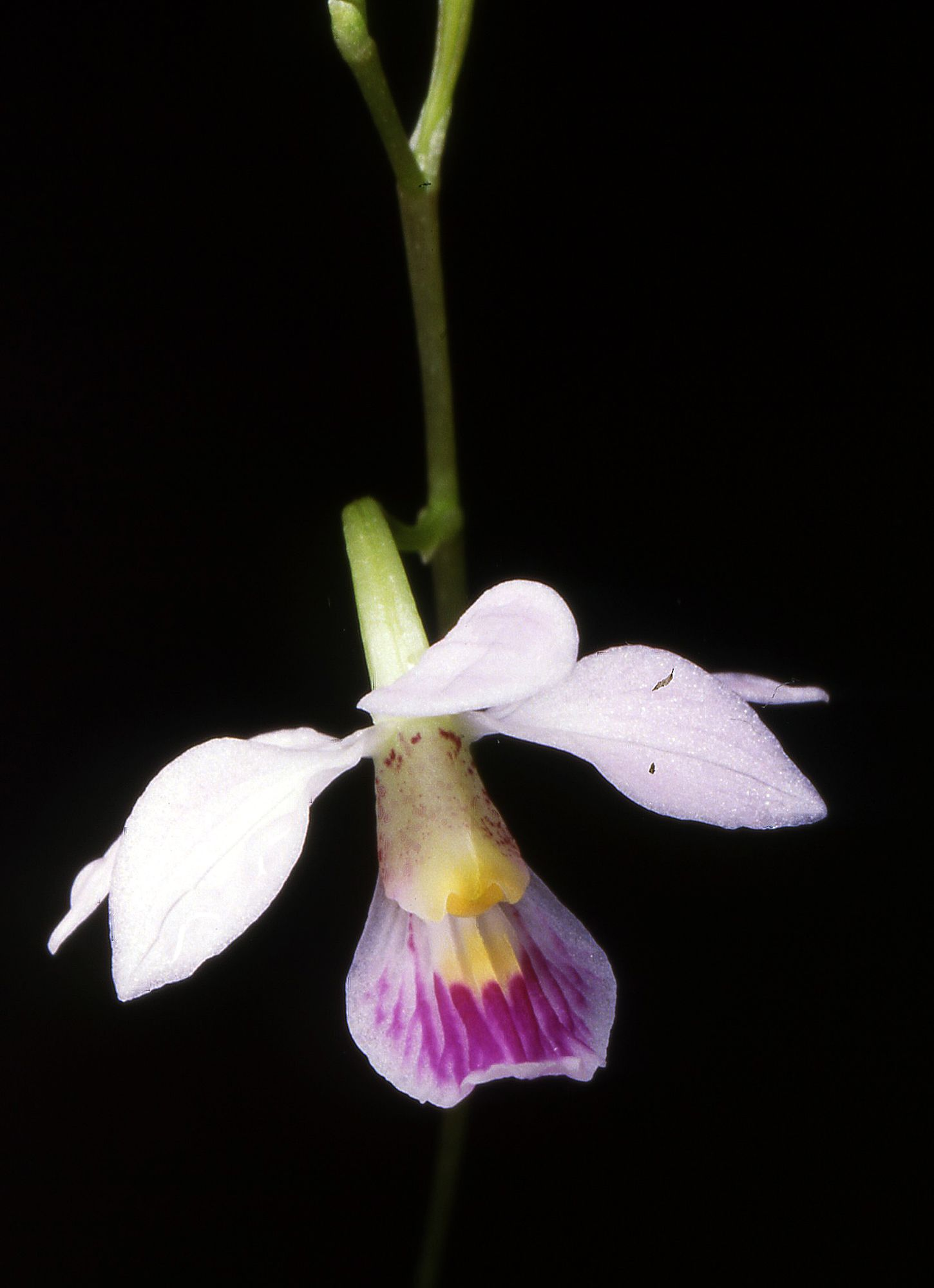